# Józef Szawiec
Józef Szawiec (ur. 18 czerwca 1948 w Ełku, zm. 7 kwietnia 2010 w Białymstoku) – polski polityk, poseł na Sejm PRL IX kadencji.

## Życiorys
Pracę zawodową rozpoczynał w podlaskiej „Samopomocy Chłopskiej”. W 1982 uzyskał tytuł zawodowy magistra prawa w białostockiej filii Uniwersytetu Warszawskiego, po czym w 1982 objął funkcję naczelnika miasta i gminy Łapy. Następnie był kierownikiem Wydziału Gospodarki Terenowej Urzędu Miejskiego w Białymstoku oraz dyrektorem Przedsiębiorstwa Obrotu Wyrobami Metalowymi i Usług Technicznych „Metalzbyt” w Białymstoku.
W 1978 wstąpił do Stronnictwa Demokratycznego. Od 1983 kierował Miejskim Komitetem tej partii, był także członkiem jej Centralnego Sądu Partyjnego. W 1985 uzyskał mandat posła na Sejm PRL IX kadencji w okręgu Białystok. Zasiadał w Komisji Budownictwa, Gospodarki Przestrzennej, Komunalnej i Mieszkaniowej, Komisji Przemysłu, Komisji Nadzwyczajnej do rozpatrzenia projektu ustawy o zasadach udziału młodzieży w życiu państwowym, społecznym, gospodarczym i kulturalnym, Komisji Nadzwyczajnej do kontroli wdrażania programu realizacyjnego drugiego etapu reformy gospodarczej oraz w Komisji Nadzwyczajnej do rozpatrzenia projektu ustawy o mieniu komunalnym. W wyborach w 1989 bez powodzenia ubiegał się o mandat poselski z listy krajowej jako jeden z trzech przedstawicieli SD. 
Od 25 maja 2006 współprowadził kancelarię prawno-windykacyjną w Białymstoku.
W 2006 został odznaczony Srebrną Odznaką STO za współtworzenie pierwszej niepublicznej szkoły w Białymstoku. Poza tym otrzymał Srebrny Krzyż Zasługi, Medal 40-lecia Polski Ludowej, Honorową Odznakę „Zasłużony dla województwa Białostockiego” i Odznakę „Zasłużony dla Województwa Łomżyńskiego”.